# 莱特希尔报告
《人工智能：综述》（Artificial Intelligence: A General Survey），通称《莱特希尔报告》（Lighthill report），是詹姆斯·莱特希尔爵士（Sir James Lighthill）于1973年发表在《人工智能：论文研讨会》（Artificial Intelligence: a paper symposium）上的一篇科学论文。
詹姆斯·莱特希尔为英国科学研究委员会撰写了这份报告，目的是对人工智能（AI）领域的学术研究进行评估。报告对AI研究多个核心方向的前景表达了悲观态度，明确提出：“至今所获得的研究成果尚未实现当初所预期的重大影响。”
该报告成为了英国政府终止在大部分英国大学内支持人工智能研究的决策基础。报告虽对模拟神经生理学与心理学过程的研究表示支持，但对于如机器人学与语言处理等AI领域的基础研究提出了尖锐批评。报告强调，AI研究者未能克服实际应用中所面临的“组合爆炸”问题，也就是说，当前的AI技术虽在狭窄领域内有效，却难以扩展至解决更广泛的实际问题。这份报告显然反映了一种在AI领域早期兴奋期之后逐渐形成的悲观态度。
这份报告诞生的部分原因是，英国最早和最大的人工智能研究中心爱丁堡大学人工智能系内部存在严重不和。